# Rolf-Dieter Klooß
Rolf-Dieter Klooß (* 8. Juli 1945 in Flensburg; † 17. September 2021) war ein deutscher Jurist, Politiker der SPD und Mitglied der Hamburgischen Bürgerschaft.

## Leben
Nach dem Schulbesuch in Wilhelmshaven absolvierte Klooß sein Jurastudium in Münster, Tübingen und Hamburg. Sein Staatsexamen legte er in den Jahren 1969 und 1973 in Hamburg ab. Seit diesem Zeitpunkt war er als selbstständiger Rechtsanwalt tätig. Er war Partner in der Rechtsanwaltskanzlei von Gerd Weiland.
Er war verheiratet und hatte zwei Kinder.

## Politik

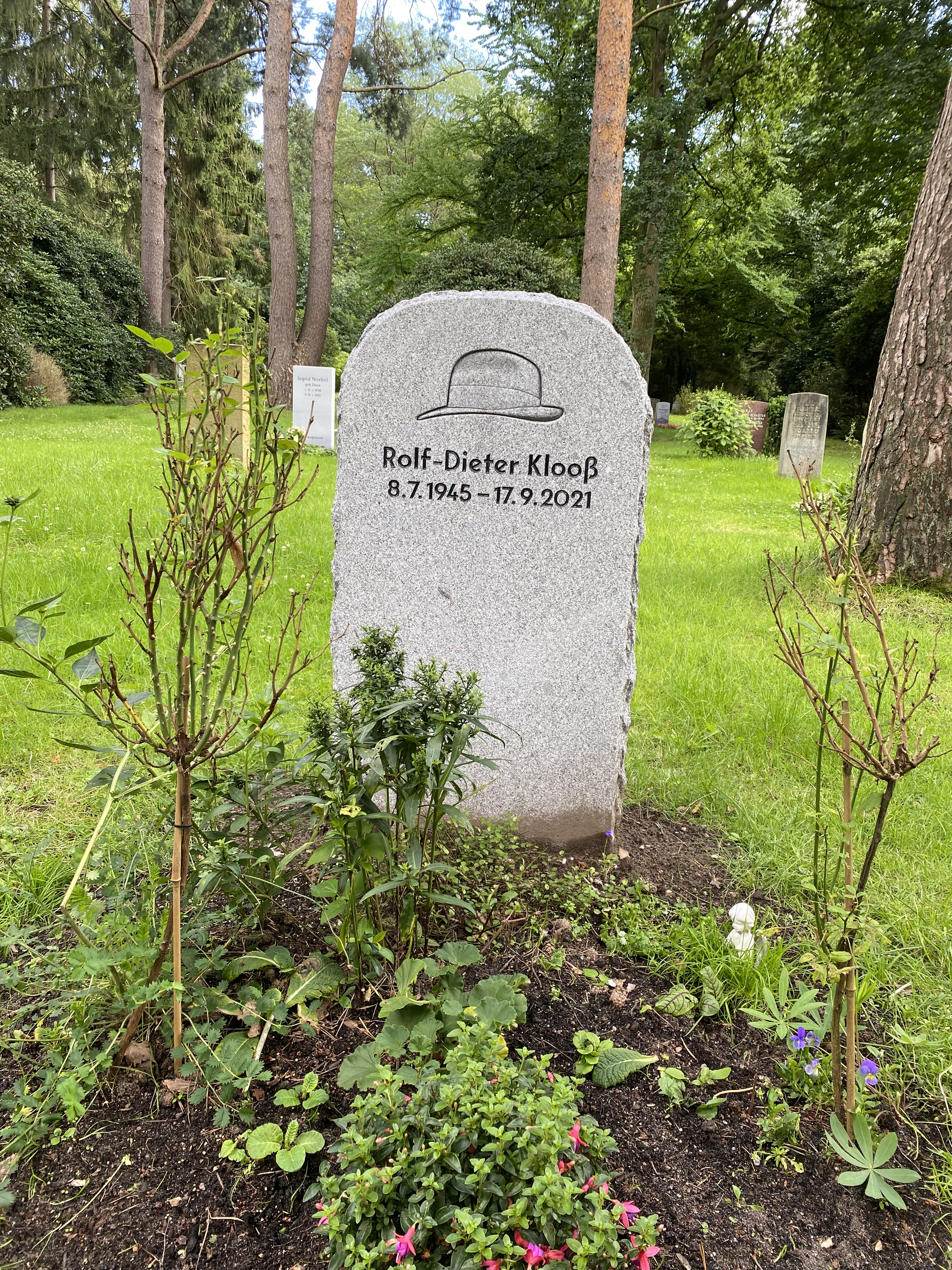
Grabstätte auf dem Friedhof Ohlsdorf

Klooß war ab dem Jahr 1968 Mitglied in der SPD. Das erste Amt auf Kommunaler Ebene war der Vorsitz des SPD-Distrikts St. Georg von 1973 bis 1984. In den Jahren 1974 bis 1987 war er Mitglied der Bezirksversammlung Hamburg-Mitte. Danach folgte das Amt eines Deputierten in der Justizbehörde von 1991 bis 1997. Von 1998 bis 2006 war er Vorsitzender des SPD-Distrikts Wandsbek; sein Nachfolger wurde Jan Balcke.
In den Jahren 1997 bis 2011 war er Mitglied der Hamburgischen Bürgerschaft. Dort saß er für seine Fraktion im Europaausschuss, Rechtsausschuss und Verfassungsausschuss. Zudem war er Mitglied des Datenschutzgremiums.
Er war Fachsprecher für Justiz und Recht.
Klooß hat sich erfolgreich für die Anerkennung von Plattdüütsch als Regionalsprache in der Europäischen Union und für die Einführung von Plattdüütsch als Lehrfach an den Hamburger Schulen eingesetzt. Er war auch an der Gründung des Vereins 'Plattolio e. V.' beteiligt. Rolf-Dieter Klooß war ferner Vorsitzender des Hans Albers Freundeskreises Hamburg e. V. Von 2012 bis zu seinem Tod war er Vorsitzender des Vereins Quickborn – Vereinigung für niederdeutsche Sprache und Literatur.
Rolf-Dieter Klooß ist während eines Inselurlaubs an der Ostsee verstorben. Seine letzte Ruhestätte erhielt er auf dem Friedhof Ohlsdorf (Planquadrat Z 9, südlich von Kapelle 8).